# 英語におけるR音性
英語におけるR音性 (えいごにおけるアールおんせい、英: Rhoticity in English) とは、英語の方言の違いによるR音性母音/r/の発音の有無のこと。
R音性は、英語の方言の分類における最も顕著な区分の1つである。

## 概要
英語の方言によってR音性母音 (R音)/r/の発音の有無がある。それらはR音性とよばれ、英語の方言の分類における最も顕著な区分の1つである。古英語や中英語にはR音が存在していたが、近世以降にはR音が消滅した地域が現れ、R音が現存している方言をR音方言 (英: rhotic dialects)、消滅した方言を非R音方言 (英: non-rhotic dialects) という。アメリカ英語はR音方言であるが、イギリス英語やオーストラリア英語は非R音方言である。
例えば、R音方言ではhard、butterをそれぞれ/hɑːrd/、/bʌtər/と発音するが、非R音方言ではR音/r/が脱落し、/hɑːd/、/bʌtə/と発音する。ただし非R音方言でも母音の前のrは発音し、readの場合/riːd/と発音する。また、rが単語の末尾にあっても “better apples” というフレーズのように次の単語が母音で始まる場合は/r/を発音する。

## 歴史

### イギリス

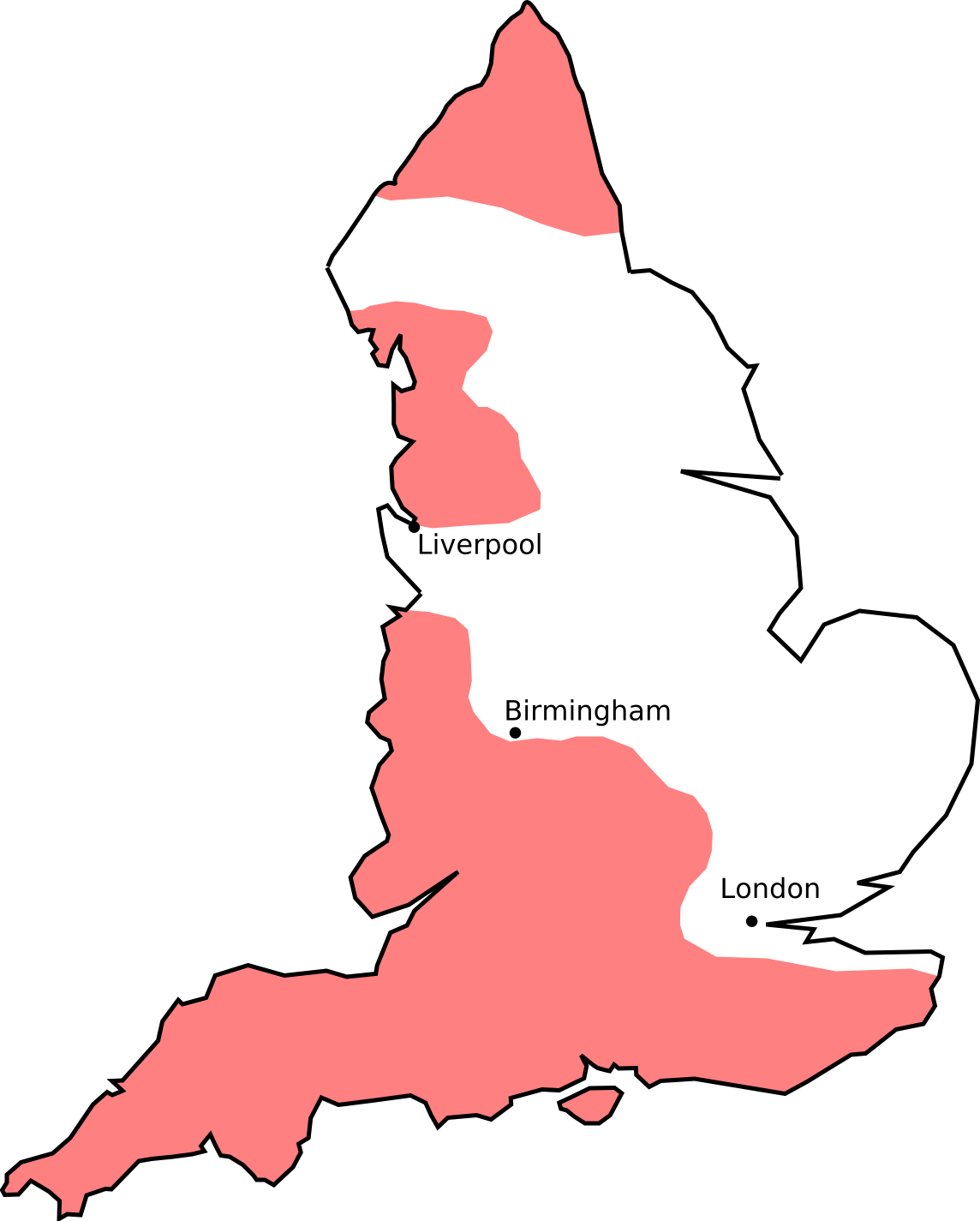
1950年のイングランド、(赤—R音方言、白—非R音方言)

英語において、R音が衰退し始めたのは17世紀である。イギリスでは16世紀から17世紀にかけて、rの発音が弱くなっていったが、まだ消滅していなかった。1640年に出版されたベン・ジョンソンの「英語文法」では、/r/のことを “sounded firme in the beginning of words, and more liquid in the middle, and ends” (単語の先頭でしっかりと聞こえ、真ん中と終わりではより液体のように聞こえた) と記された。17世紀後半にはrの発音が完全に消滅した。
18世紀には、英語の標準が非R音方言となり、正式な場面でも非R音が使われるようになった。1775年から1783年まで続いたアメリカ独立戦争後にイギリスに戻ったアメリカ人は、発音の大きな変化が起こったことに対する驚きを報告した。
1950年に行われた調査では、ロンドン、バーミンガム、リヴァプールなどの都市部では非R音方言が使われていたが、農村部ではR音方言が使われている地域が存在していた。

### アメリカ合衆国
イギリスにおけるR音の消滅は、19世紀にはアメリカに影響を与え、ニューヨーク、ボストンなど東部の港湾都市での上流階級の人々の発音は非R音となった。ただし、それ以外の多くの人々はR音方言を使っていたため、アメリカでは次第にR音方言が使われるようになり、20世紀にはR音方言が標準語となった。

## R音性の例
R音方言には、アメリカ英語、アイルランド英語、スコットランド英語、カナダ英語、フィリピン英語などが該当する。
一方、非R音方言には、イギリス英語、ニュージーランド英語、オーストラリア英語、南アフリカ英語、マレーシア英語、シンガポール英語などが該当する。
また、インド英語では、母音の前のrは発音されないが、単語の最後のrは発音される。このような言語を半R音方言という。